# Green Mountain
Green Mountain – najwyższe wzniesienie na Wyspie Wniebowstąpienia, części brytyjskiego terytorium zależnego Wyspa Świętej Heleny, Wyspa Wniebowstąpienia i Tristan da Cunha. 
Szczyt wznosi się na wysokość 859 m n.p.m. i jest pochodzenia wulkanicznego (stratowulkan). Jest to obecnie wulkan nieaktywny.